# Jastrowie
Jastrowie (in tedesco: Jastrow) è un comune urbano-rurale polacco del distretto di Złotów, nel voivodato della Grande Polonia.
Ricopre una superficie di 353,0 km² e nel 2019 contava 8 597 abitanti.